# Volodymyr Šuchevyč

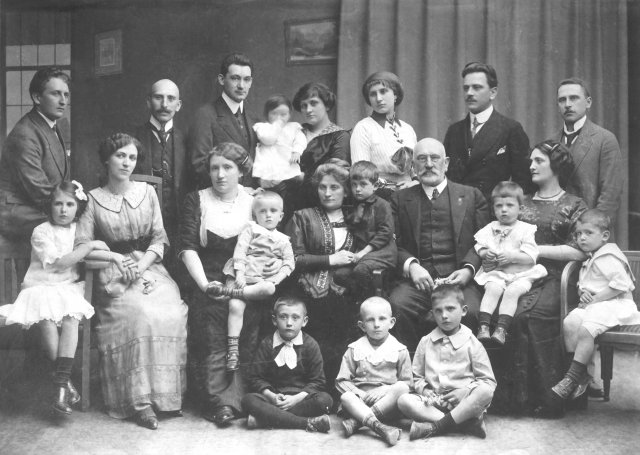
Rodina Šuchevyčových

Volodymyr Osypovyč Šuchevyč (pseudonym a kryptonym – Šumilo, V. Š. 15. března 1849, Tyškivci, okres Horodenka, dnes Ivanofrankivská oblast – 10. dubna 1915, Lvov) byl ukrajinský veřejný činitel, etnograf, fotograf, učitel a publicista, řádný člen NTŠ (Naukove tovarystvo imeni Ševčenka). Dědeček vrchního velitele UPA, generála Romana Šuchevyče.

## Životopis
Vystudoval Lvovskou univerzitu. Od roku 1876 je učitelem na středních školách ve Lvově. Iniciátor založení a jeden z vůdců mnoha veřejných institucí ve Lvově, včetně společnosti „Vzdělávání“, „Ruská (ukrajinská) pedagogická společnost“, zakladatel společnosti „Ruská (ukrajinská) konverzace“ (její předseda 1895–1910) „Bojan“ (1891) a hudební společnost im. Lysenka (1903–1915), pro kterou postavil dům.
Zakladatel a redaktor (1890–1895) dětského časopisu Dzvinok, autor a vydavatel dětských knih, redaktor novin Učitel (1893–1895), zaměstnanec Zorja, Dila, Ruska Čitanka a další. Spolu s Anatolijem Vachnjanynem založil Svaz pěveckých a hudebních společností.
Shromažďoval (spolu s hrabětem Volodymyrem Didušyckym a režisérem Ludwikem Vežbyckym) etnografické materiály a umělecké předměty domácích řemesel v huculské oblasti. Výsledkem jeho studií bylo hodnotné pětisvazkové dílo Huculščyna (Lvov: NTŠ, 1897–1908) a 4 svazky v polštině (vydalo Muzeum Didušyckych 1902–1908, ve kterém Šuchevyč založil přírodní a etnografické oddělení a byl jeho kurátorem).
Udělal hodně pro šíření ukrajinské kultury do zahraničí: organizoval výlet pěveckého sboru Bojan, aby vystoupil v Praze (1891) a příjezd českých sokolů do Lvova (1892); kromě toho zorganizoval etnografickou kampaň na Vysokém zámku (1887, u příležitosti příchodu arcivévody Rudolfa) a prezentoval etnografické oddělení na galicijské regionální výstavě ve Lvově (1894). Svou etnografickou sbírku z Huculské oblasti předal Národnímu muzeu ve Lvově.
Byl jedním ze zakladatelů Kolomyijského svazu průmyslníků „Huculska spilka“ (1885), člen Rakouské etnologické společnosti (od roku 1901) a České národopisné společnosti (od roku 1903).

### Hlavní díla
- Šuchevič Vladimir. Huculský region: v pěti částech / Vladimir Šuchevyč; úvodní slovo A. A. Karpenko; M. S. Gluško. V. V. Savčuk. - (dotisk vydání 1899–1908). - Charkov: vydavatel Oleksandr Savčuk, 2018. - 1218, 294 il.

### Rodina
Jeho dcera Iryna Sofija (1881–1934) se stala manželkou doktora Teodora Rožankovského. Vzhledem k tomu, že byla příbuznou svého manžela, musela získat povolení k sňatku Svatou stolici v Římě.

## Ceny a ocenění
- Rytířský kříž Řádu Františka Josefa (1894).

## Čest památce
Pojmenované ulice:
- na počest Vladimíra Šucheviče - ve Lvově.
- na počest rodiny Šuchevyčových – v Ivano-Frankivsku.

## Galerie

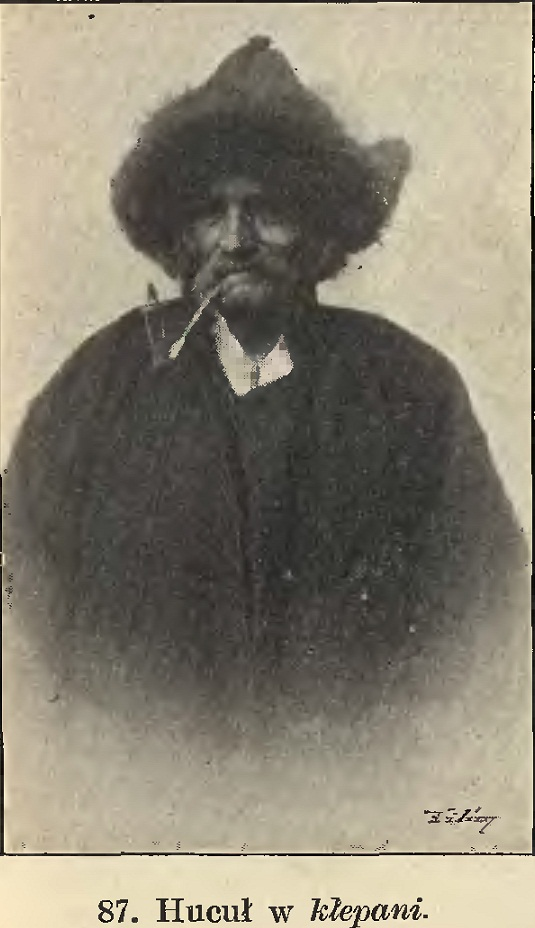
Hucul v tradičním oděvu
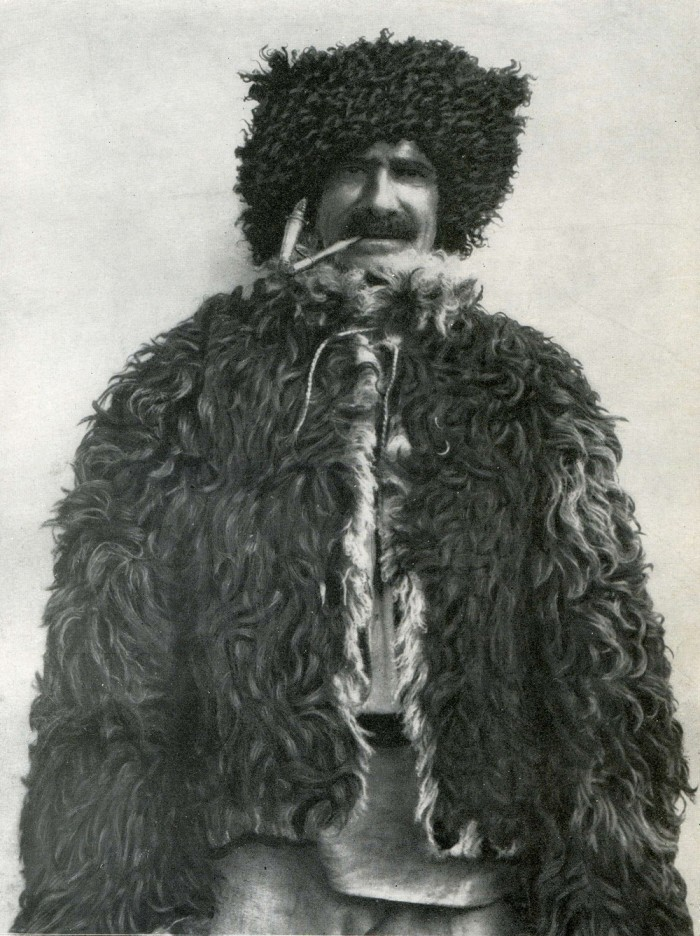
Hucul v obráceném kožichu a klobouku, 1899
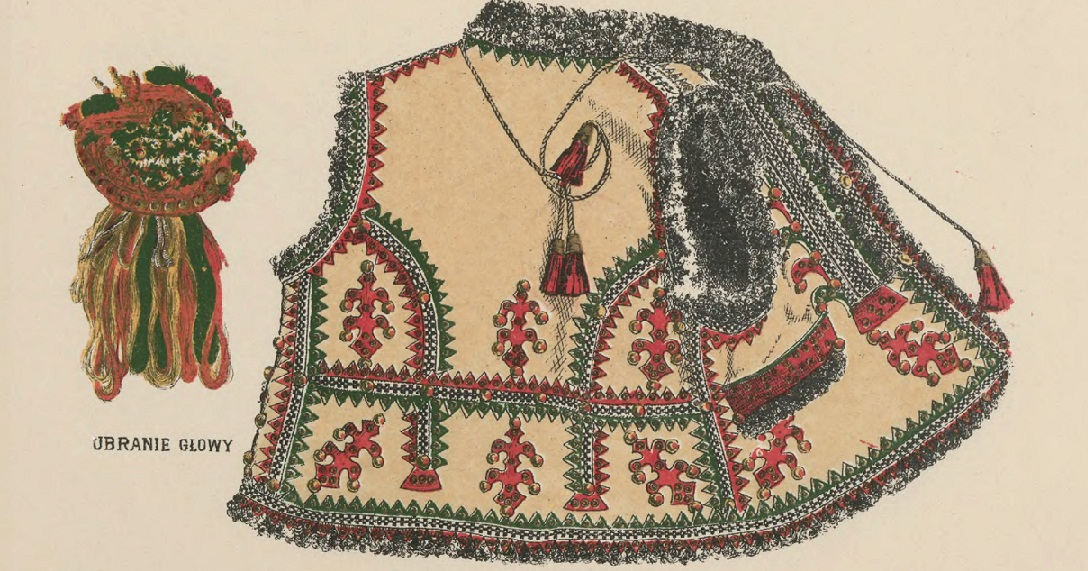
Ukrajinský keptar
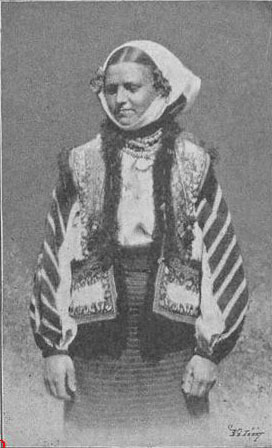
Mladá dívka v kroji, Brustury
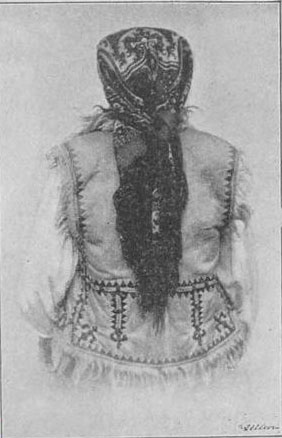
Mladá dívka v kroji, Brustury
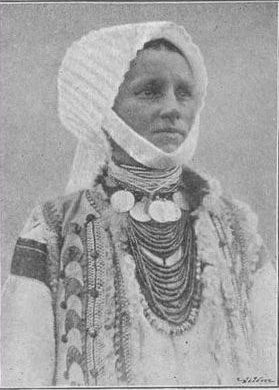
Mladá dívka v kroji, Šešory